# Шойындыколь
Шойындыколь (каз. Шойындыкөл) — село в Жаркаинском районе Акмолинской области Казахстана, образует административно-территориальную единицу «Село Шойындыколь» со статусом сельского округа. 
- Код КАТО — 115479100[2].
- Код КАТО административной единицы — 115479000[3].

## География
Село расположено в 98 км на юго-запад от центра района города Державинск. Возле села находится одноимённое озеро.
Административно село граничит:
- на востоке с Атбасарским районом и Нуринским районом Карагандинской области,
- на юге с городской администрацией Аркалыка Костанайской области,
- на западе со селом Бирсуат.
- на севере со селом Кумсуат и Жаксынским районом.

### Улицы[4]
- ул. Абая,
- ул. Больничная,
- ул. Квартальная,
- ул. Молодежная,
- ул. Озерная,
- ул. Почтовая,
- ул. Степная,
- ул. Титова,
- ул. Целинная,
- ул. Шалгынбая,
- ул. Шаталова,
- ул. Широковская,
- ул. Школьная.

### Ближайшие населённые пункты
- город Аркалык в 38 км на юго-западе.

## Население
В 1989 году население села составляло 991 человек (из них казахов 34%, русских 23%).
В 1999 году население села составляло 851 человек (441 мужчина и 410 женщин). По данным переписи 2009 года, в селе проживало 248 человек (133 мужчины и 115 женщин).
| Численность населения | Численность населения | Численность населения |
| 1989                  | 1999                  | 2009                  |
| --------------------- | --------------------- | --------------------- |
| 991                   | ↘851                  | ↘248                  |